# ریمی سن
ریمی سن (انگلیسی: Rimi Sen؛ زادهٔ ۲۱ سپتامبر ۱۹۸۱) یک هنرپیشه و تهیه‌کننده فیلم اهل هند فعال در بالیوود و تالیوود است.
از فیلم‌ها یا برنامه‌های تلویزیونی که وی در آن نقش داشته‌است می‌توان به باغبان اشاره کرد.

## فیلم‌شناسی
فهرست برخی از فیلم‌هایی که ریمی سن در آن‌ها به ایفای نقش پرداخته‌است:
- باغبان
- هت‌تریک
- برای اینکه
- ادویه تند
- دویدن در پیرامون
- کلک در کلک
- عاشقان دیوانه می‌شوند
- هرج و مرج: سرگرمی نامحدود
- متشکرم
- تو را ندیدم
- جانی خائن
- بزن قدش
- هر کس
- هنگامه